# Coach (entreprise)
Pour les articles homonymes, voir Coach et Tapestry.
Coach, Inc. est une entreprise américaine spécialisée dans la maroquinerie avec une image haut de gamme. Elle trouve ses origines à New York en 1941 mais prend son nom actuel dans les années 1950.

## Historique

### Développement
La société grossiste de cuirs Gail Manufacturing Company est fondée en 1941 dans un loft de Manhattan à New York. En 1946, Miles et Lilian Cahn, un couple d'industriels, rejoignent l'entreprise qui fabrique alors des étuis à cigares, des briquets, des boutons de manchette pour homme, des porte-monnaies et porte-billets en cuir. Miles Cahn est à la tête de l'entreprise en 1950.
Dans les années 1950, l'entreprise commence à confectionner des sacs à main en vachette naturelle et au grain de cuir apparent sous la marque Coach. Le logo (coach=diligence ) utilisant la calèche est créé en fin de cette décennie. Un sceau et un numéro sont ajoutés sur chaque sac pour l’authentifier.
Miles et Lilian Cahn font une OPA sur l'entreprise en 1961. Miles Cahn s’inspire du cuir des gants de baseball, au cuir souple, pour confectionner les produits de la marque et développe une méthode appelée « glove tanned cowhide ». C'est là que la marque va acquérir sa réputation de solidité. La styliste de vêtements sporstwear Bonnie Cashin intègre l'entreprise en 1962 et va y rester douze ans. Alors que les sacs à main à cette époque sont plutôt rigides et structurés, classiques et ternes, Bonnie Cashin surfe sur le mouvement Youthquake de l'époque et dès 1963 va révolutionner la forme et l'usage de cet accessoire mais également y introduire de la couleur. Son sac en cuir très souple, le Duffle-Sac des années 1970, ne cesse d'être copié et sera relancé par Coach en 2006. Année après année durant sa collaboration avec l'entreprise, elle crée des sacs innovants mettant la marque au premier plan et très bien reçue par les critiques.
Au milieu des années 1980, alors que la marque est en plein succès, Miles et Lilian Cahn, dépassé par l'ampleur du développement nécessaire et préférant rester concentré à New York, se décident à vendre la marque : elle est achetée par Sara Lee Corporation qui peut engager son expansion avec de nouvelles boutiques ou de nouvelles collections, ainsi qu'une extension de la gamme. Au milieu des années 1990, la marque vieillissante se voit rajeunie : nouveaux modèles, rénovation des boutiques, un nouveau styliste, Reed Krakoff est embauché ; elle progresse encore et en 2001 la marque est revendue. Elle se voit nommée Coach Inc. En une décennie, son chiffre d'affaires est multiplié par six. Elle est alors le leader des sacs à main et accessoires, avec un quart des parts du marché américain, réalisant plus de deux milliards de dollars de chiffre d'affaires. Mais en 2008, alors qu'elle décline de nouveau, elle subit des licenciements et des gammes plus économiques sont lancées.

### De nos jours
Coach s'est diversifié dans la bagagerie et la fabrication d'accessoires en cuir et de chaussures.[réf. nécessaire] La production est délocalisée et réalisée dans 12 pays dont l'Italie, les États-Unis, la Chine et la Turquie. En 2013, Stuart Vevers est nommé directeur de la création de Coach alors que le groupe vient de fermer 70 magasins aux États-Unis.
En 2015, Coach acquiert la société de chaussure de luxe Stuart Weitzman pour 574 millions de dollars, signe un accord de licence mondial sur ses parfums avec Interparfums SA, puis ouvre sa première boutique en France, dans le 8e arrondissement de Paris. En 2016, Coach s'associe à Disney pour une ligne de maroquinerie avec des formes et motifs de Mickey Mouse. En mai 2017, Coach annonce l'acquisition de  Kate Spade & Co, société spécialisée dans les accessoires de mode, pour 2,4 milliards de dollars.
En octobre 2017, le groupe Coach Inc. (qui possède Stuart Weitzman, Kate Spade & Co, et Coach) devient Tapestry,. Le siège social est toujours situé dans le loft historique de la 34e Rue,. En 2017, Coach compte un millier de boutiques à travers le monde dont environ 300 aux États-Unis ainsi qu'une centaine de magasins d'usine.

## Égéries
En 2011, l'enseigne s'associe à l'actrice Gwyneth Paltrow.
Selena Gomez est l'ambassadrice de la marque depuis 2016.

## Polémique
En octobre 2021, l'activiste zéro déchet Anna Sacks (alias The Trash Walker) publie une vidéo dans laquelle elle montre des accessoires de mode de la marque Coach qu'elle a récupérés dans les bennes à ordure d’une boutique de la marque et qui ont été délibérément lacérés par les employés de l’enseigne pour ne pas être récupérés avant leur destruction. Anna Sacks dénonce l’hypocrisie du label qui s’investit dans le développement durable et l'économie circulaire

## Lignes de parfums
- Coach Eau de Parfum (2016)
- Coach Eau de Parfum florale (2017)
- Coach For Men (2017) incarné par l'acteur réalisateur James Franco